# Institut für Schweißtechnik und Fügetechnik der RWTH Aachen
Das Institut für Schweißtechnik und Fügetechnik der RWTH Aachen (Kurzform: ISF) ist ein Hochschulinstitut der RWTH Aachen. Das Institut gehört organisatorisch zur Fakultät IV (Maschinenwesen),. und befasst sich mit der Untersuchung und Weiterentwicklung moderner Schweiß- und Fügetechnologien und der Vermittlung fügetechnischen Wissens an Studierende des Ingenieurwesens. Bearbeitet werden nahezu alle industriell relevanten, stoffschlüssigen Fügeverfahren.

## Entwicklung der Lehre
In den Vorlesungsverzeichnissen tauchte der Begriff „Schweißtechnik“ erstmals zum Wintersemester 1932/1933 und zum Sommersemester 1933 auf, als der Privatdozent Max Fink an der „Technischen Hochschule Aachen“ eine entsprechende Vorlesung abhielt. Ab dem Sommersemester 1938 wurde diese dann in ähnlicher Form von Ludwig Hunsicker übernommen und, nur unterbrochen durch die vorübergehende Schließung der Hochschule nach Kriegsbeginn 1939, vermutlich bis zum Ende des Zweiten Weltkriegs weitergeführt.
Ebenfalls in diese Zeit datiert eine Einladung zur „Schweißtechnischen Tagung“, veranstaltet von einem „Schweißtechnischen Institut der Technischen Hochschule Aachen“. Ein „Institut für Schweißtechnik“ unter Hunsicker in der Fakultät für Maschinenbaus fand zwar in den Vorlesungsverzeichnissen von 1938 bis 1942/43 Erwähnung, Hunsicker hielt seine Vorlesungen jedoch immer als Privatdozent.
Das Vorlesungsverzeichnis 1947 listet erstmals den außerplanmäßigen Professor Karl Krekeler auf, der mit einer Vorlesung „Schweißtechnische Fertigungsverfahren“ wieder Fügetechnik am nicht besetzten Lehrstuhl „Konstruktion und Festigkeit“ las und dieses auch die folgenden Semester tat.
Im Wintersemester 1949 wurde der Lehrstuhl „Konstruktion und Festigkeit“ gestrichen. Stattdessen tauchte im Vorlesungsverzeichnis erstmals ein Lehrstuhl „Schweißtechnik“ auf, noch zu besetzen mit einem noch nicht gefundenen außerordentlichen Professor an der Spitze. Krekeler baute sein Angebot an Vorlesungen in den kommenden Jahren immer weiter aus, wobei der Lehrstuhl „Schweißtechnik“ weiterhin unbesetzt blieb.
Alfred Henning wurde zum Wintersemester 1960/61 der erste ordentliche Professor des „Instituts für schweißtechnische Fertigungsverfahren“ und zugleich Leiter des Instituts für Kunststoffverarbeitung in Personalunion. Als Henning 1964 verstarb, übernahm Karl Krekeler vorübergehend dessen Vertretung sowohl bei den Vorlesungen als auch bei der Leitung der beiden Institute. Mit der Berufung der Nachfolger erhielten die Teilinstitute schließlich eigene Leiter. Mit dem Wintersemester 1965/66 übernahm daraufhin Friedrich Eichhorn die schweißtechnischen Vorlesungen, die Lehre zur Kunststoffverarbeitung gestaltete auf eigenem Lehrstuhl fortan Georg Menges.
Damit begann eine gewisse Kontinuität der Lehre, die nach und nach ausgebaut wurde. 1976 fand erstmals die Vorlesung „Metallkleben“ statt. Ab dem Wintersemester 1980/81 kam die Reihe „Gestaltung und Festigkeit von Schweißkonstruktionen“ und ab 1983 „Schweißtechnisches Beschichten zum Verschleiß- und Korrosionsschutz“ dazu.
Ulrich Dilthey, der 1989 auf den Lehrstuhl berufen wurde, führte die Lehrveranstaltungen im Wesentlichen so weiter. Neu hinzu kamen 2001/02 „Schweißtechnische Fertigungsverfahren II – Verhalten der Werkstoffe beim Schweißen“ und 2002 „Schweißtechnische Fertigungsverfahren I für Masterstudiengänge (englischsprachig)“, das ab 2004 in „Welding technology I – Welding and Cutting Technologies“ umbenannt wurde und für die internationalen Masterstudiengänge angeboten wird.
Uwe Reisgen führte nach seiner Amtsübernahme 2007 das Vorlesungsprogramm zunächst so weiter. Die Hauptvorlesungen in den Inhalten wurden an den heutigen Stand der Technik angepasst und heißen seitdem „Fügetechnik I – Grundlagen“, „Fügetechnik II – Verhalten der Werkstoffe beim Schweißen“, „Fügetechnik III – Gestaltung, Berechnung und Simulation“ und „Fügetechnik IV – Grundlagen der Klebtechnik“. Diese werden durch eine Vielzahl kleinerer Vorlesungen und Übungen ergänzt, die häufig in Zusammenarbeit mit anderen Professuren und Fakultäten veranstaltet werden.

## Forschung am ISF
Die Arbeitsgebiete orientieren sich an den jeweils aktuellen industriellen Bedürfnissen sowie dem wissenschaftlichen Kenntnisstand und unterliegen einem zeitlichen Wandel. Geforscht wird an (Füge-)verfahrensspezifischen Themen sowie in Querschnittsthemen, wie beispielsweise das Verhalten der Werkstoffe unter dem Einfluss der Fügeverfahren, die Simulation der Verfahren und des Ergebnisses, der Automatisierung und dem Arbeitsschutz. Im Rahmen dieser Arbeiten wurde am Institut unter anderem an folgenden Themen geforscht:
- Volltransistorisierte Energiequelle[8], die die am ISF entwickelte Impulslichtbogenschweißtechnik[9][10] erst möglich gemacht und heute Basis für die meisten in den heutigen Energiequellen zum Metallschutzgasschweißen implementierten Verfahrensvarianten ist.
- Laser-MSG-Hybridschweißen[11][12], das unter anderem am ISF untersucht und weiterentwickelt wurde und heute in vielen Industriebereichen, z. B. im Schiffbau und im Automobilbau als Stand der Technik eingesetzt wird.
- Lichtbogensensor[13][14][15][16][17], der heute bei Schweißrobotern zur Korrektur der Abweichungen der Brennerposition von der programmierten Bahn Anwendung findet.
- Rührreibschweißen mit konduktiver Erwärmung[18], das das konventionelle Rührreibschweißen mit der Stromquellentechnologie des Widerstandschweißens kombiniert, um die Prozesskräfte zu reduzieren und perspektivisch auch die Verarbeitung von Werkstoffen hoher Festigkeiten wie z. B. Stahl zu ermöglichen.
- Laser-Unterpulver-Hybridschweißverfahren[19][20], welches die hohe Einschweißtiefe eines Hochleistungslasers mit der hohen Abschmelzleistung des Lichtbogenschweißverfahrens kombiniert und für die Anwendung bei großen Blechdicken ausgelegt ist.
- Laserstrahlschweißen im Vakuum[21] erweitert des Laserstrahlschweißen auf Blechdicken, welche sonst ohne die Anwendung mehrerer Schweißlagen nur mit dem Elektronenstrahl verarbeitet werden können. Im Gegensatz dazu benötigt das Verfahren kein so hochwertiges Vakuum und produziert keine Röntgenstrahlung. Laserschweißen im Vakuum wird heute bereits kommerziell eingesetzt.
- Thermisches Direktfügen von Metallen mit Kunststoffen[22] ermöglicht die direkte Verbindung vom Thermoplasten mit Metallen ohne die Verwendung von Klebstoffen und die damit verbundenen Aushärtezeiten.
- „Schweißinsel“[23][24] erlaubt es, Bauteile aus faserverstärktem Kunststoffen mit Hilfe spezieller Inlays mit konventioneller Punktschweißtechnik an Metallstrukturen anzubinden, ohne die Fasermatrix zu beschädigen.

### Sonderforschungsbereiche
Das ISF war und ist über die Jahre hinweg an insgesamt sieben von bisher 36 Sonderforschungsbereichen (SFB) beteiligt, die in Aachen aus allen Bereichen von Naturwissenschaften, Technik und Medizin eingerichtet worden sind, im Einzelnen:
| SFB 55   | Fertigungstechnik                                                                        | 1968–1983 |
| SFB 144  | Methoden zur Energie- und Rohstoffeinsparung                                             | 1983–1995 |
| SFB 370  | Integrative Werkstoffmodellierung                                                        | 1994–2005 |
| SFB 440  | Montage hybrider Mikrosysteme                                                            | 1997–2009 |
| SFB 532  | Textilbewehrter Beton – Grundlagen für die Entwicklung einer neuartigen Technologie      | 1999–2011 |
| SFB 561  | Thermisch hochbelastete, offenporige und gekühlte Mehrschichtsysteme für Kombikraftwerke | 1998–2010 |
| SFB 1120 | Bauteilpräzision durch Beherrschung von Schmelze und Erstarrung in Produktionsprozessen  | Ab 2014   |

## Mitgliedschaften
Das ISF ist neben den adäquaten Instituten der TU Braunschweig, der TU Berlin, der TU Chemnitz, der TU Clausthal, der TU Dresden, der TU Ilmenau und der Otto-von-Guericke-Universität Magdeburg Mitglied in der Wissenschaftlichen Gesellschaft Fügetechnik im DVS – Deutschen Verband für Schweißen und verwandte Verfahren, in der die Universitätsinstitute in Deutschland organisiert sind, die mit einem deutlichen Schwerpunkt Fügetechnik betreiben. In diesem Kreis ist das ISF das einzige Institut, welches sich ausschließlich mit der stoffschlüssigen Fügetechnik befasst und dabei über die Jahre fast jedes in der anwendenden Industrie genutzte Verfahren untersucht hat oder noch heute untersucht. Der damalige Institutsleiter Krekeler gehörte 1948 zu den Mitbegründern eines DVS-Bezirksverbandes Aachen, der in den Räumen des Instituts für Schweißtechnik die erste DVS-Schulungsstätte eingerichtet hat.
Darüber hinaus ist das Institut Mitglied der „Europäischen Forschungsgesellschaft für Blechverarbeitung e. V.“ sowie über das „Zentrum Metallische Bauweisen“ förderndes Mitglied in der „Forschungsvereinigung Stahlanwendung e. V.“ und kooperiert mit nationalen und internationalen Fachverbände wie beispielsweise dem VDI und dem VDEh.

## Standort

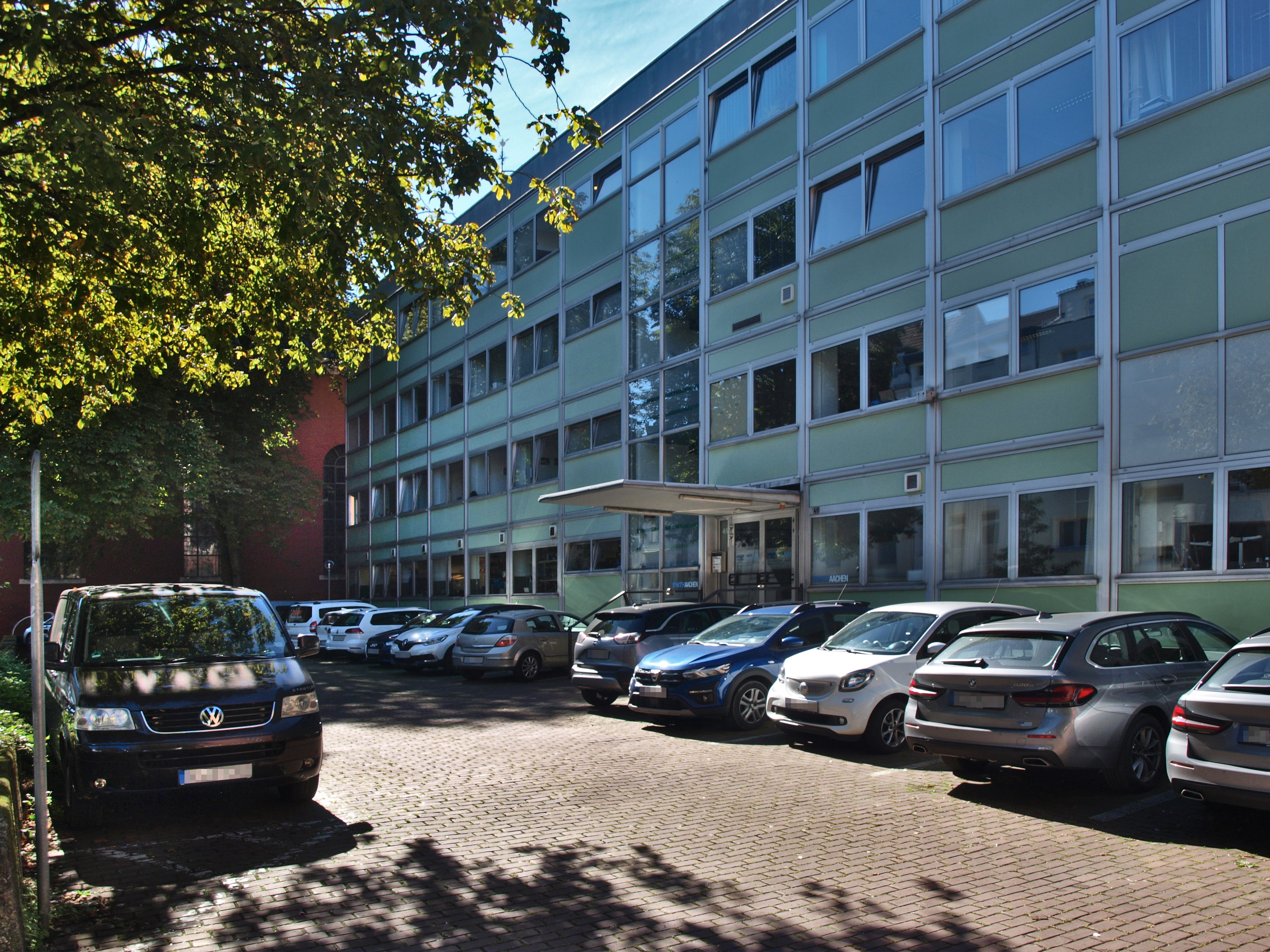
Hauptgebäude Institut

Das Institut für Schweißtechnische Fertigungsverfahren der RWTH Aachen ist im Zentrum von Aachen im sogenannten Zentralbereich der RWTH angesiedelt. Es liegt in Fußgängerentfernung zum Hauptgebäude der RWTH Aachen, zum SuperC, zu den Hörsälen im Audimax, Karman-Auditorium und im C.A.R.L sowie zum Aachener Marktplatz und zum Rathaus. Auf dem Institutsareal werden insgesamt fünf Gebäude mit Büroräumen und Versuchsflächen genutzt.
Darüber hinaus nutzt das Institut weitere Versuchsflächen im „Zentrum metallische Bauweisen“ (Elektronenstrahl- und Reibschweißanlagen) und dem eLAb (Ultraschallschweißen) auf dem Campus Melaten.